# Jos van Kemenade
Josephus Antonius (Jos) van Kemenade (ur. 6 marca 1937 w Amsterdamie, zm. 19 lutego 2020 w Heiloo) – holenderski polityk, socjolog, nauczyciel akademicki i samorządowiec, deputowany, minister edukacji i nauki (1973–1977, 1981–1982), burmistrz Eindhoven (1988–1992).

## Życiorys
W 1955 ukończył szkołę średnią w Amsterdamie, a w 1960 socjologię na Katolickim Uniwersytecie w Nijmegen. Pracował jako nauczyciel akademicki na macierzystej uczelni, na której doktoryzował się w 1968. Był też dyrektorem instytutu socjologii stosowanej na tym uniwersytecie, a także pracownikiem naukowym w katolickim instytucie KASKI. W latach 1972–1973 wchodził w skład zarządu Katolickiego Uniwersytetu w Nijmegen.
Działacz Partii Pracy. Od maja 1973 do grudnia 1977 pełnił funkcję ministra edukacji i nauki w gabinecie Joopa den Uyla. Ponownie zajmował to stanowisko od września 1981 do maja 1982 w drugim rządzie Driesa van Agta. W 1977 oraz w latach 1978–1981 i 1982–1984 wykonywał mandat posła do Tweede Kamer.
W międzyczasie wykładał na Uniwersytecie w Groningen, a także został nauczycielem akademickim na Wolnym Uniwersytecie w Amsterdamie. W latach 1984–1988 stał na czele rady dyrektorów tej uczelni. W latach 80 był członkiem zarządu PvdA, od 1987 do 1994 kierował kuratorium partyjnej fundacji Wiardi Beckman Stichting. W latach 1988–1992 sprawował urząd burmistrza Eindhoven. Od 1992 do 2002 pełnił funkcję komisarza królowej w Holandii Północnej.
W 2002 otrzymał honorowy tytuł ministra stanu.

## Odznaczenia
- Order Lwa Niderlandzkiego III klasy (1978)[1]
- Order Oranje-Nassau III klasy (1982)[1]